# Asclepíades de Tral·les
Asclepíades de Tral·les (en llatí Asclepiades, en grec antic Ἀσκληπιάδης) fou bisbe de Tral·les (Tralles) que va viure vers el 484.
La seva epístola Anathematismi dirigida contra Ful·ló, s'ha conservat en una traducció al llatí. També es conserven algunes cartes. Un escriptor cristià del mateix nom mencionat per Lactanci, era segurament una persona diferent, una mica anterior en el temps.